# Ventisca

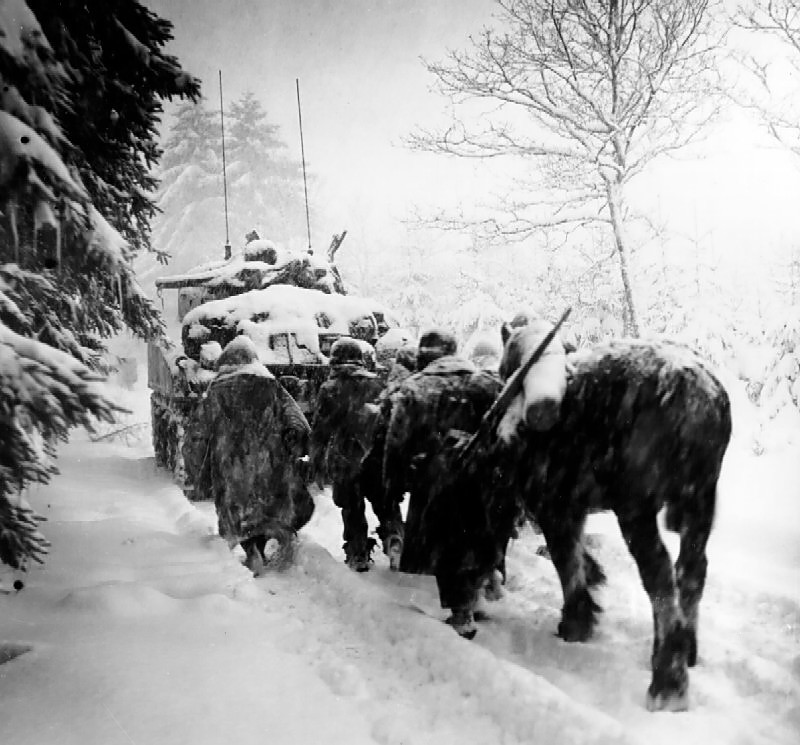
Tropas avanzando bajo una nevasca.

Una nevasca, ventisca, nevazón o viento blanco es una tormenta de nieve, hielo y granizo con precipitación de nieve en fuerte intensidad, que se produce generalmente en zonas de alta montaña o altas latitudes, donde las temperaturas son inferiores a 0 °C. Esta trae vientos muy fuertes cargados de nieve y temperaturas negativas que reduce la visibilidad a menos de 1 km.
Una nevasca acompañada de vientos fuertes puede ser llamada ventisca o más explícitamente ventisca de nieve, ya que ventisca en general significa una tempestad acompañada de vientos fuertes, que tanto puede ser de lluvia como de nieve. Cuando las precipitaciones se dan en lugares de menor altura, éstas se denominan nevazones, aunque según el Diccionario de la Real Academia Española, nevazón es sinónimo de nevasca. Otra palabra utilizada en zonas de la Cordillera Cantábrica, en España, es cellisca.
Las nevascas son muy peligrosas para los montañistas, ya que dificultan la visibilidad y aumentan el riesgo de muerte por las bajas temperaturas que se producen en ellas. La sensación térmica durante una nevasca disminuye con facilidad por debajo de los −20 °C y la visibilidad se ve seriamente afectada. También pueden producir hipotermia y lesiones por congelación, dolor e irritación por el choque de las partículas de hielo con los tejidos, aturdimiento, y desorientación. Adicionalmente crean ventisqueros que dificultan el movimiento y provocan aludes.
Un típico "viento blanco" provoca una pérdida de la percepción de las distancias al anular la visión del horizonte o de los objetos que puedan servir de referencia visual. En casos extremos, la visibilidad es posible solo a menos de un metro de distancia. Si esta condición ocurre como excepción anómala en época de deshielo, resulta particularmente peligrosa, puesto que entonces no es posible distinguir entre una ruta normal viable y segura de una cornisa de nieve que solo se proyecta sobre un abismo, de modo que se puede caminar, sin tener noticia, allí donde la nieve cede al peso del cuerpo y el montañista puede caer repentinamente muchas decenas de metros en un despeñadero.
Existen dos tipos de nevascas:
- Baja. Como su nombre indica, se da cuando las partículas de nieve levantadas llegan a poca altura.
- Alta. En la nevasca alta las partículas levantadas alcanzan alturas grandes respecto del suelo.

## Sistemas de tormentas en Estados Unidos

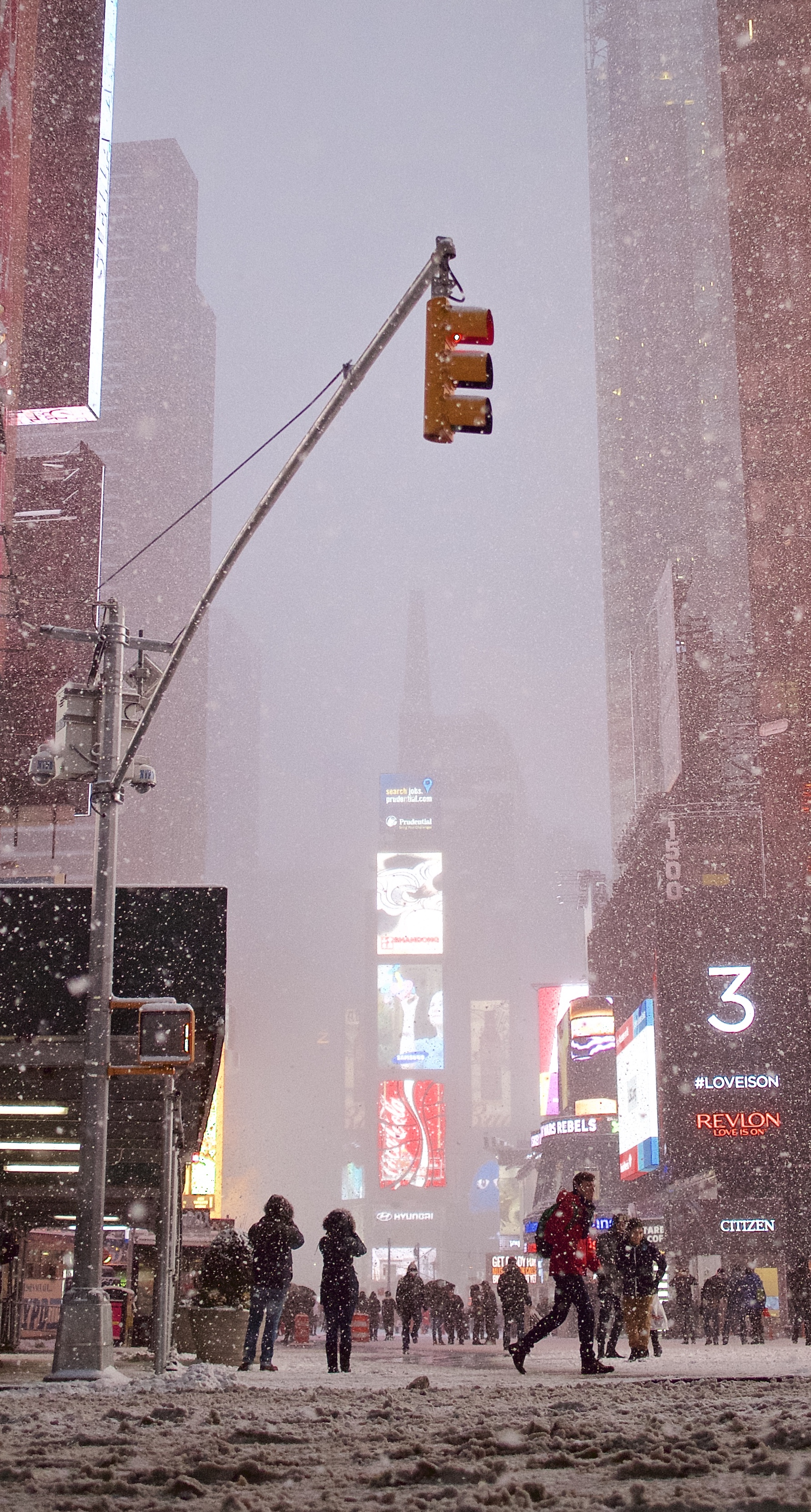
Las condiciones casi blancas oscurecen el extremo de Times Square en New York City, 2015.

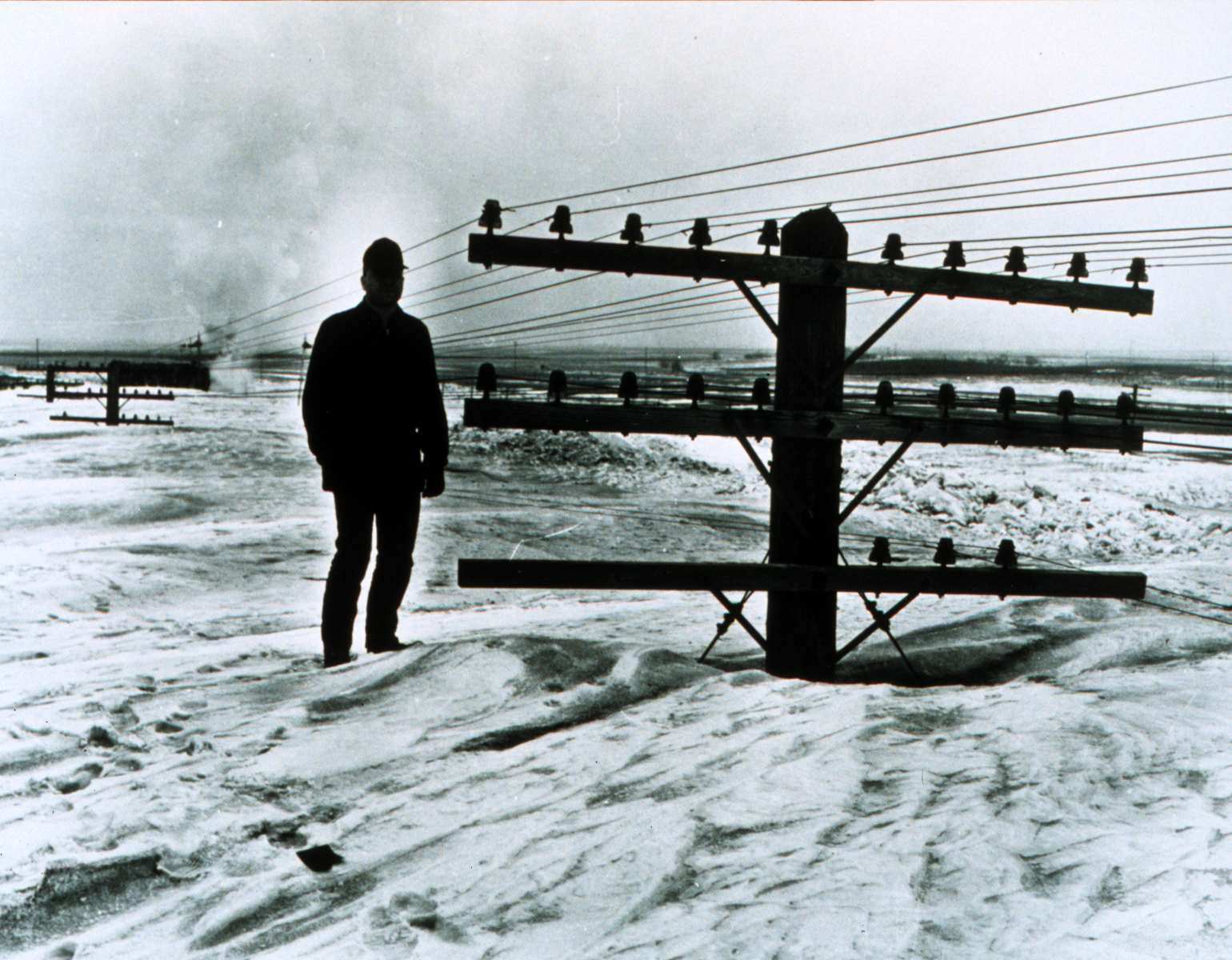
Ventisca de marzo en Dakota del Norte, 1966

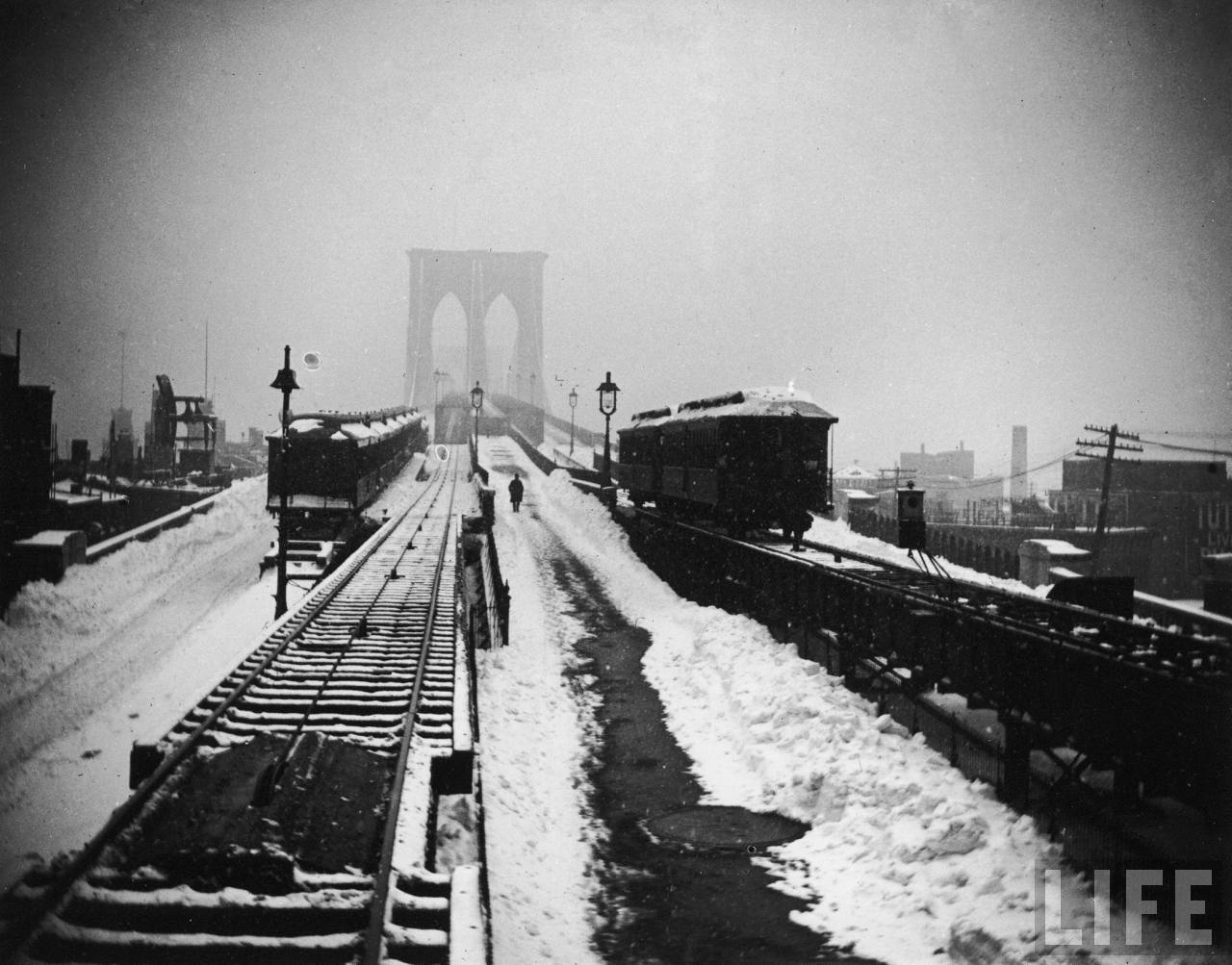
El puente de Brooklyn durante la Gran Ventisca de 1888.

En Estados Unidos, los sistemas de tormentas lo suficientemente potentes como para causar ventiscas suelen formarse cuando la corriente en chorro se desplaza mucho hacia el sur, permitiendo que el aire polar frío y seco del norte choque con el aire cálido y húmedo que sube desde el sur.
Cuando el aire frío y húmedo del Océano Pacífico se desplaza hacia el este, hacia las Montañas Rocosas y las Grandes Llanuras, y el aire más cálido y húmedo se desplaza hacia el norte desde el Golfo de México, basta con un movimiento de aire polar frío que se desplaza hacia el sur para formar condiciones potenciales de ventisca que pueden extenderse desde el Panhandle de Texas hasta los Grandes Lagos y el Medio Oeste. También puede formarse una ventisca cuando un frente frío y un frente cálido se mezclan y se forma una ventisca en la línea fronteriza.
Otro sistema de tormentas se produce cuando un núcleo frío bajo sobre la zona de la Bahía de Hudson en Canadá se desplaza hacia el sur sobre el sureste de Canadá, los Grandes Lagos y Nueva Inglaterra. Cuando el frente frío que se mueve rápidamente choca con el aire más cálido que llega al norte desde el Golfo de México, se producen fuertes vientos de superficie, una importante advección de aire frío y extensas precipitaciones invernales.

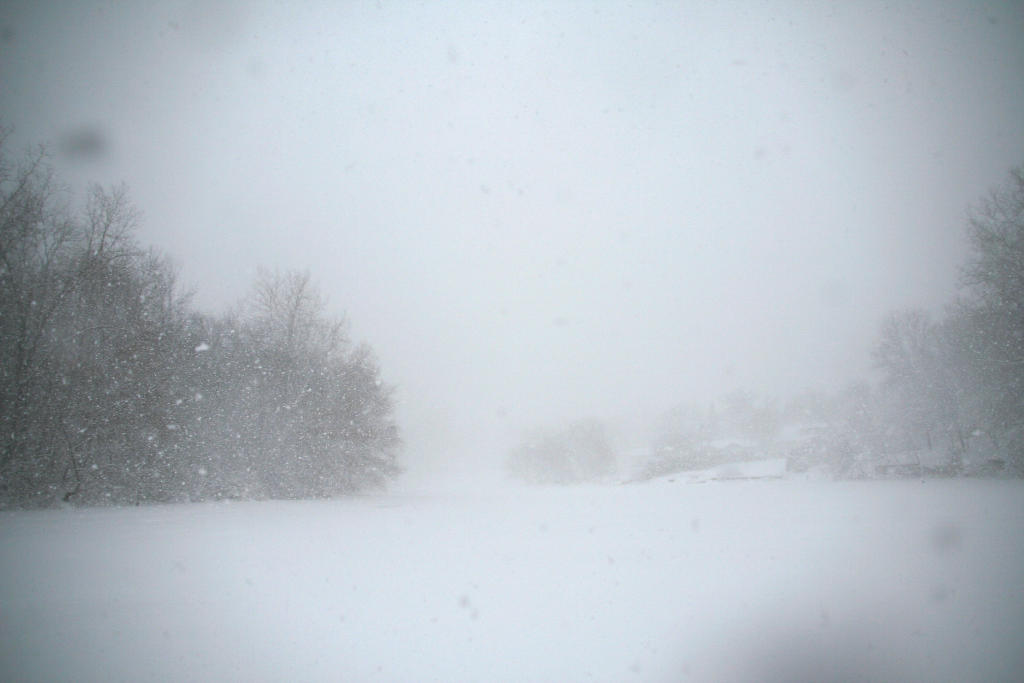
Condiciones que se acercan a una tormenta de nieve en Minnesota, el 1 de marzo de 2007. Nótese el horizonte poco claro cerca del centro

Los sistemas de baja presión que se desplazan desde las Montañas Rocosas hacia las Grandes Llanuras, una amplia extensión de tierra plana, gran parte de ella cubierta de pradera, estepa y pastizal, pueden provocar tormentas eléctricas y lluvias al sur y fuertes nevadas y vientos al norte. Con pocos árboles u otros obstáculos que reduzcan el viento y el soplido, esta parte del país es especialmente vulnerable a las ventiscas con temperaturas muy bajas y a las condiciones de pérdida de orientación. En una verdadera tormenta blanca no hay horizonte visible. La gente puede perderse en su propio patio delantero, cuando la puerta está a sólo 10 pies (3 m) de distancia, y tendría que tantear el camino de vuelta. Los automovilistas tienen que detener sus coches en el lugar donde se encuentran, ya que el camino es imposible de ver.

### Ventiscas de noreste

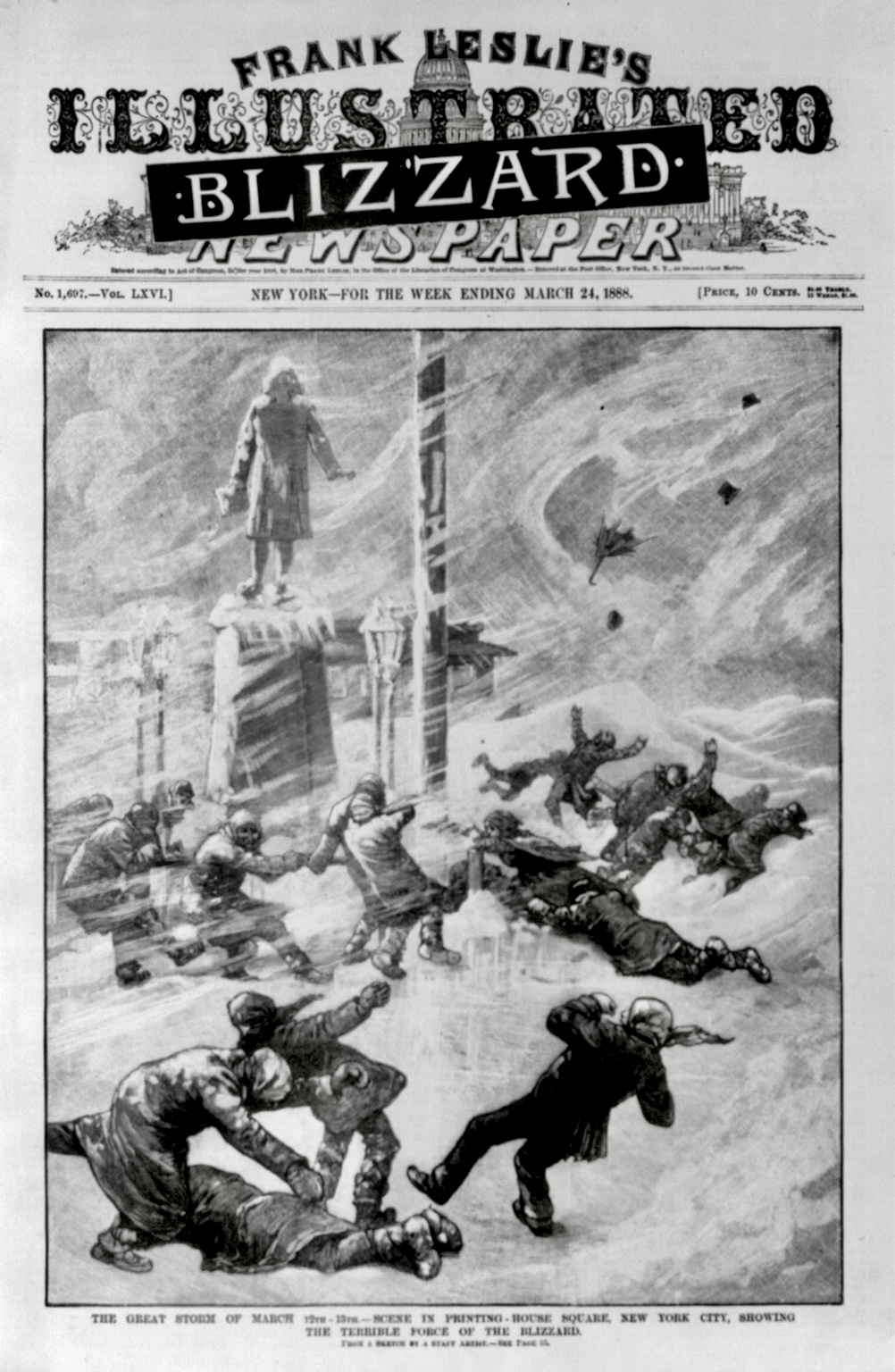
Ilustración de la Gran Ventisca de 1888.

Una ventisca del noreste es una tormenta a gran escala que se produce en las costas de Nueva Inglaterra y del Canadá Atlántico. Recibe su nombre de la dirección en la que viene el viento. El uso del término en Norteamérica proviene del viento asociado a muchos tipos diferentes de tormentas, algunas de las cuales pueden formarse en el Océano Atlántico Norte y otras hasta el sur del Golfo de México. El término se utiliza con mayor frecuencia en las zonas costeras de Nueva Inglaterra y Canadá Atlántico. Este tipo de tormenta tiene características similares a las de un huracán. Más concretamente, describe una zona de baja presión cuyo centro de rotación se encuentra justo al lado de la costa y cuyos vientos dominantes en el cuadrante delantero izquierdo giran hacia tierra desde el noreste. Las altas olas de la tormenta pueden hundir barcos en el mar y causar inundaciones costeras y erosión de las playas. Entre los nor'easters más destacados se encuentra La Gran Ventisca de 1888, una de las peores ventiscas de la historia de Estados Unidos. Dejó caer 40-50 plg (101,6-127 cm) de nieve y tuvo vientos sostenidos de más de 45 millas por hora (72,4 km/h) que produjeron ventisqueros de más de 50 pies (15,2 m). Los ferrocarriles se cerraron y la gente estuvo confinada en sus casas hasta una semana. Murieron 400 personas, la mayoría en Nueva York.

## Hechos históricos

### Ventisca en Irán de 1972
La ventisca de 1972 en Irán, que causó 4.000 muertes, fue la ventisca más mortífera de la historia. Dejó caer hasta 8 m de nieve y cubrió completamente 200 pueblos. Tras una nevada que duró casi una semana, un área del tamaño de Wisconsin quedó enterrada por completo en la nieve.

### La ventisca de Afganistán de 2008
La ventisca de Afganistán de 2008, fue una feroz ventisca que azotó a Afganistán el 10 de enero de 2008. Las temperaturas cayeron a un mínimo de −30 grados Celsius (−22 °F), con hasta 1,8 m de nieve en las regiones más montañosas, matando al menos a 926 personas. Fue la tercera ventisca más mortífera de la historia. El clima también se cobró la vida de más de 100.000 ovejas y cabras, y casi 315.000 reses murieron.

### El invierno de nieve de 1880-1881
.

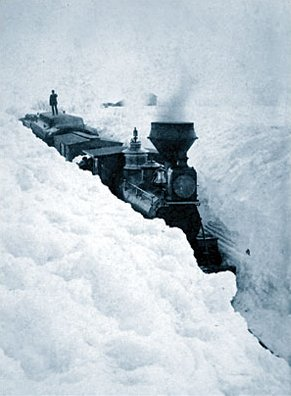
Un bloqueo por nieve en el sur de Minnesota, en el centro de Estados Unidos. El 29 de marzo de 1881, los ventisqueros en Minnesota eran más altos que las locomotoras

El invierno de 1880-1881 está considerado como el más severo jamás conocido en algunas partes de los Estados Unidos. Muchos niños -y sus padres- conocieron "El invierno de la nieve" a través del libro infantil El largo invierno de Laura Ingalls Wilder, en el que la autora cuenta los esfuerzos de su familia por sobrevivir. La nieve llegó en octubre de 1880 y las ventiscas se sucedieron a lo largo del invierno y hasta marzo de 1881, dejando muchas zonas aisladas por la nieve durante todo el invierno. En la novela de Wilder se incluyen detalles precisos como la frecuencia de las ventiscas y el intenso frío, la detención de los trenes por parte del Chicago and North Western Railway hasta el deshielo de primavera porque la nieve hacía intransitables las vías, la casi inanición de los habitantes del pueblo y el valor de su futuro marido Almanzo y de otro hombre, que se aventuraron en la pradera abierta en busca de un alijo de trigo que nadie sabía si existía.
La ventisca de octubre trajo consigo nevadas tan profundas que las casas de dos pisos tenían nieve hasta las ventanas del segundo piso. Nadie estaba preparado para una nevada tan temprana, y los agricultores de toda la región se vieron atrapados antes de haber cosechado sus cultivos, molido su grano, o de tener sus suministros de combustible para el invierno. En enero, el servicio de trenes se suspendió casi por completo en la región. Los ferrocarriles contrataron a decenas de hombres para desenterrar las vías, pero fue un esfuerzo inútil: Tan pronto como terminaban de palear un tramo de la línea, llegaba una nueva tormenta que llenaba la línea y dejaba su trabajo inútil.

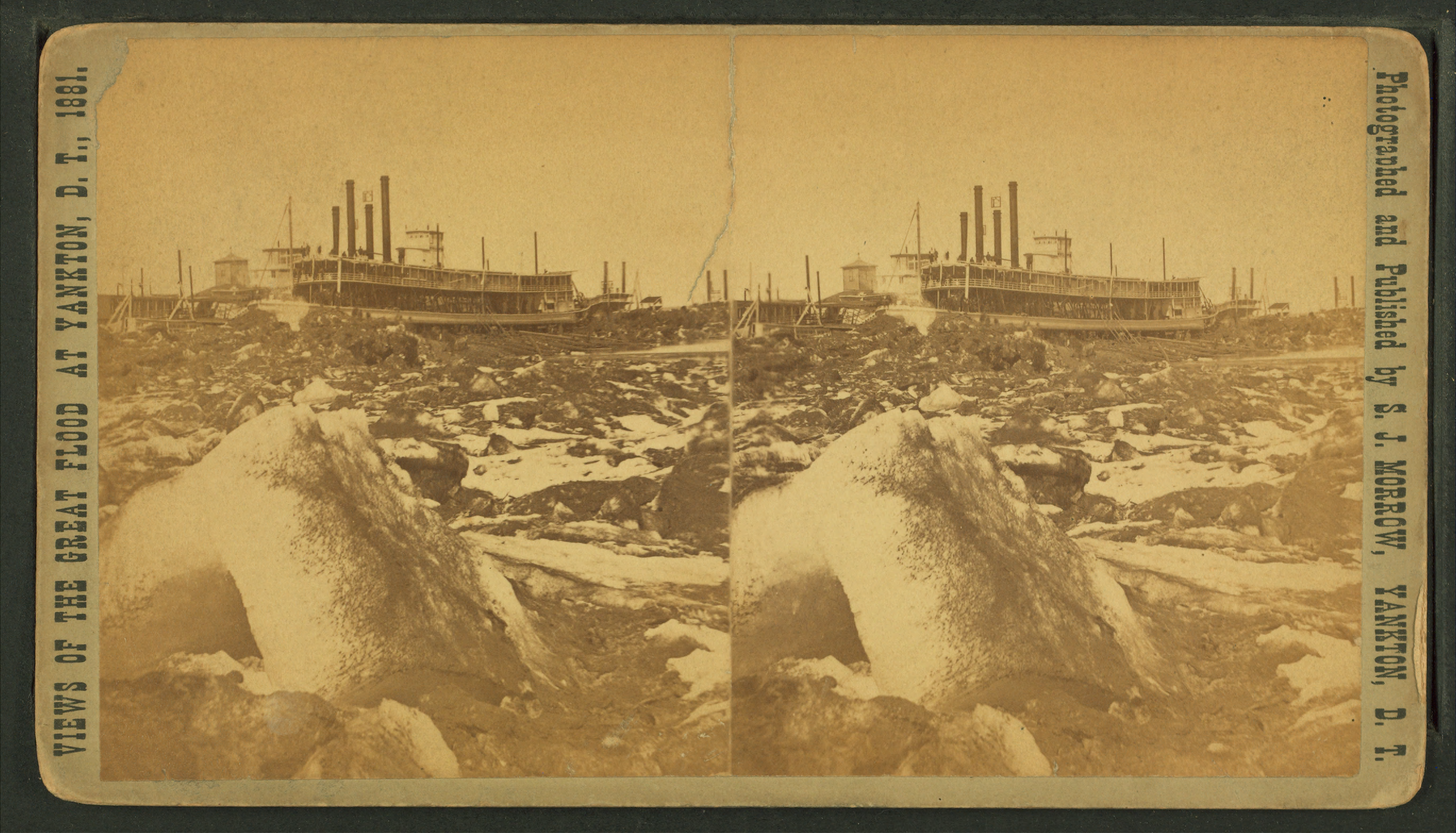
Tarjeta estereoscópica mostrando "Despejando hielo con dinamita del paso de un barco a vapor, por Stanley J. Morrow" ~ Vista de la ribera del río Yankto luego de la inundación de marzo de 1881

No hubo deshielos invernales y el 2 de febrero de 1881 se produjo una segunda ventisca masiva que duró nueve días. En los pueblos, las calles se llenaron de sólidos derrumbes hasta la parte superior de los edificios y fue necesario hacer túneles para asegurar el paso por la ciudad. Las casas y los graneros quedaron completamente cubiertos, lo que obligó a los granjeros a hacer túneles para llegar y alimentar a su ganado.
Cuando la nieve se derritió finalmente a finales de la primavera de 1881, se inundaron enormes secciones de las llanuras. Enormes atascos de hielo obstruyeron el río Misuri y cuando se rompieron las zonas aguas abajo quedaron arrasadas. La mayor parte de la ciudad de Yankton, en lo que hoy es Dakota del Sur, fue arrasada cuando el río se desbordó.

### La tormenta del siglo

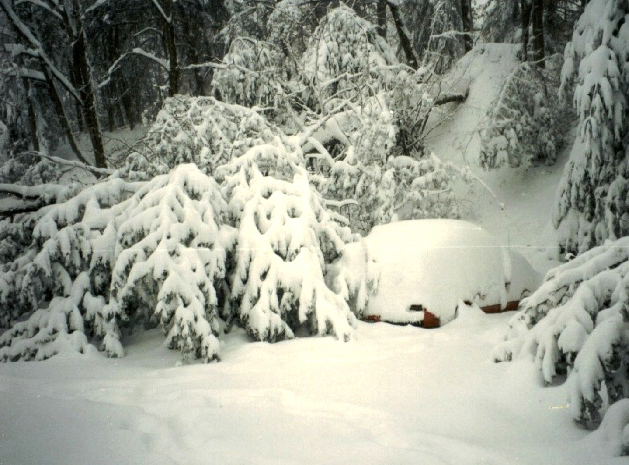
Bajo el peso de la nieve, un árbol cae junto a un coche en Asheville, Carolina del Norte

La Tormenta del Siglo, también conocida como la Gran Ventisca de 1993, fue una gran tormenta ciclónica que se formó sobre el Golfo de México el 12 de marzo de 1993 y se disipó en el Océano Atlántico Norte el 15 de marzo. Es única por su intensidad, su enorme tamaño y su gran alcance. En su punto álgido, la tormenta se extendía desde Canadá hacia Centroamérica, pero su principal impacto fue en Estados Unidos y Cuba. El ciclón se desplazó por el Golfo de México y luego por el este de Estados Unidos antes de adentrarse en Canadá. Zonas tan al sur como el norte de Alabama y Georgia recibieron una nevada y zonas como Birmingham, Alabama, recibieron hasta 12 plg (30,5 cm). con ráfagas de viento con fuerza de huracán y récords de baja presión barométrica. Entre Luisiana y Cuba, los vientos huracanados produjeron altas mareas de tempestad en el noroeste de Florida, que junto con tornados dispersos mataron a docenas de personas. En los Estados Unidos, la tormenta fue responsable de la pérdida de energía eléctrica para más de 10 millones de clientes. Se dice que casi el 40 por ciento de la población del país la sufrió directamente en ese momento. Un total de 310 personas, incluyendo 10 de Cuba, perecieron durante esta tormenta. La tormenta costó entre 6 y 10 mil millones de dólares en daños.

### Peligros de las ventiscas

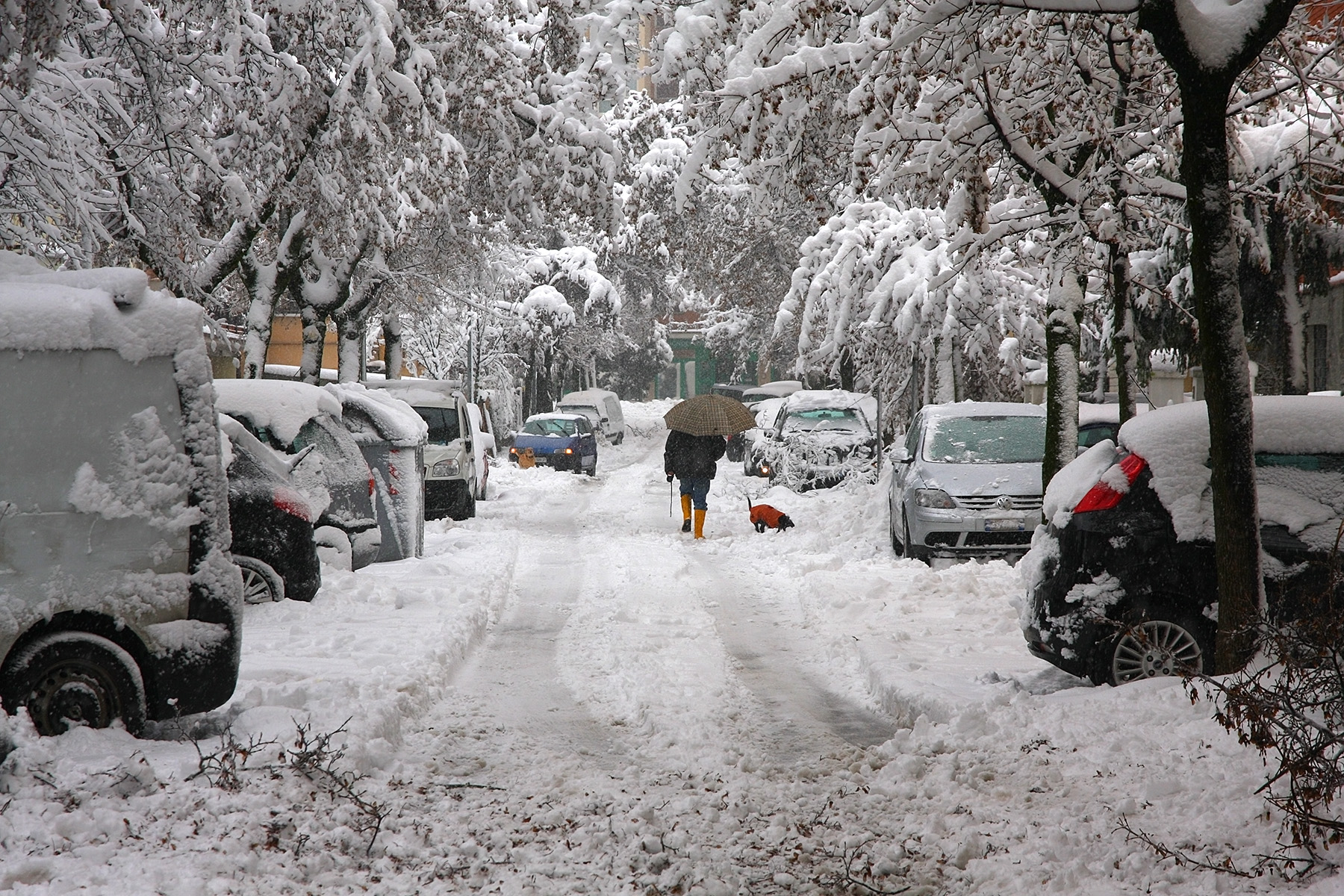
Tormenta de nieve en Modena, Italia.

La nieve acumulada puede hacer que la conducción de vehículos a motor sea muy peligrosa. La nieve en las carreteras reduce la fricción entre los neumáticos y la superficie de la carretera, lo que a su vez disminuye considerablemente la maniobrabilidad de un vehículo. Como resultado, la velocidad media de conducción en las carreteras y autopistas públicas se reduce hasta en un 40% cuando cae mucha nieve. La visibilidad se reduce con la caída de la nieve, y esto se agrava aún más con los fuertes vientos que suelen estar asociados a las tormentas de invierno que producen grandes nevadas. En casos extremos, esto puede dar lugar a condiciones prolongadas de descubrimiento en las que la visibilidad se reduce a sólo unos metros debido a la caída o al soplado de la nieve. Estos peligros pueden manifestarse incluso después de que la nevada haya terminado cuando hay vientos fuertes, ya que estos vientos recogerán y transportarán la nieve caída de vuelta a las carreteras y reducirán la visibilidad en el proceso. Esto puede incluso dar lugar a ventisca si los vientos son lo suficientemente fuertes. Las fuertes nevadas pueden inmovilizar un vehículo por completo, lo que puede ser mortal dependiendo del tiempo que tarden en llegar los equipos de rescate. La obstrucción del tubo de escape de un vehículo por la nieve puede provocar la acumulación de monóxido de carbono en el interior del habitáculo.

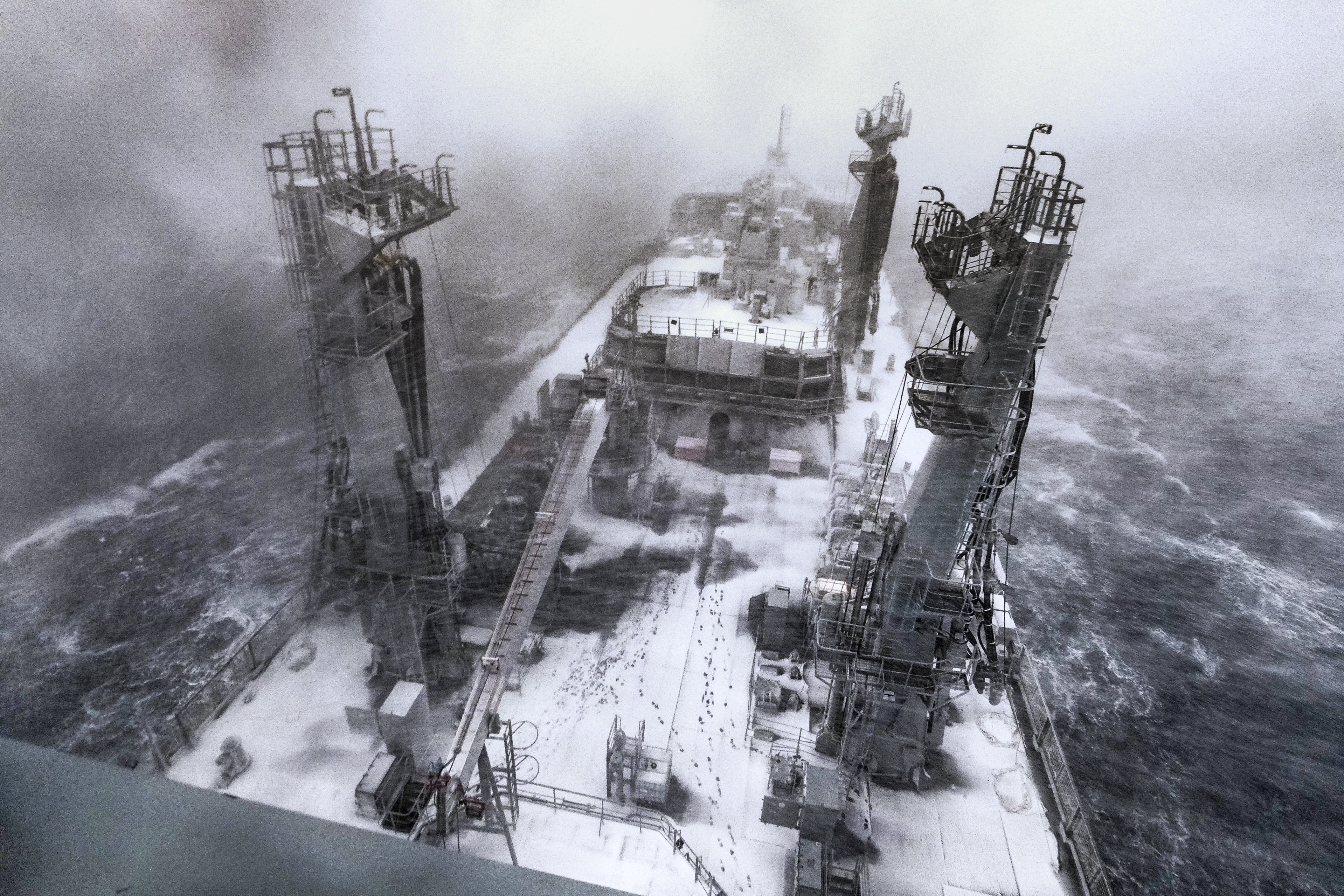
Nieve y aguanieve durante una tormenta de invierno, en la cubierta del RFA Tidespring al sur de Plymouth en el Canal de la Mancha.

Dependiendo del perfil de temperatura en la atmósfera, la nieve puede ser húmeda o seca. La nieve seca, al ser más ligera, es transportada por el viento con más facilidad y se acumula con mayor eficacia. La nieve húmeda es más pesada debido a su mayor contenido de agua. Las acumulaciones importantes de nieve húmeda pueden causar daños en los tejados. También requiere mucha más energía para moverse y esto puede crear problemas de salud al palear cuando se combina con las duras condiciones climáticas. Numerosas muertes como resultado de ataques cardíacos pueden atribuirse a la remoción de nieve. La acumulación de nieve húmeda en superficies elevadas se produce cuando la nieve es lo suficientemente "pegajosa", lo que puede causar grandes daños en los árboles y en las líneas eléctricas de forma similar a la acumulación de hielo durante las tormentas de hielo. Durante una gran tormenta de invierno puede perderse el suministro eléctrico durante días, lo que suele implicar la pérdida de la calefacción en el interior de los edificios. Además del riesgo obvio de hipotermia debido a la exposición al frío, otro elemento mortal asociado a las tormentas de nieve es la intoxicación por monóxido de carbono, que puede producirse siempre que los productos de combustión de los generadores o aparatos de calefacción no se ventilen adecuadamente. La nieve parcial o totalmente derretida en las carreteras puede volver a congelarse cuando bajan las temperaturas, creando hielo negro.